# Montenegro i Eurovision Song Contest
Montenegro debuterede i 2007 i den 52. årlige Eurovision Song Contest. Landen deltog før som en del af Jugoslavien. I 2004 og 2005 deltog Montenegro i Eurovision som en del af Serbien og Montenegro, men i 2006 deltog landet ikke fordi de to lande kunne ikke blive enige om at sende en kandidat.
I november 2009 meddelte RTCG, at Montenegro vil trække sig ud af konkurrencen på grund af økonomiske vanskeligheder.
Landet vendte dog tilbage i 2012 med en satirisk sang, men den kom ikke videre fra semifinalen.

## Repræsentant
Nøgle
     Vinder
     Anden plads
     Tredje plads
     Sidste plads
     Deltager valgt, men konkurrerede ikke
| År                         | Kunstner          | Sang                                    | Sprog              | Oversættelse             | Finale            | Point             | Semi | Point |
| -------------------------- | ----------------- | --------------------------------------- | ------------------ | ------------------------ | ----------------- | ----------------- | ---- | ----- |
| 2007                       | Stevan Faddy      | "Ajde, kroči" (Ајде, крочи)             | Montenegrinsk      | Kom, styrke              | Ikke kvalificeret | Ikke kvalificeret | 22   | 33    |
| 2008                       | Stefan Filipović  | "Zauvijek volim te" (Заувијек волим те) | Montenegrinsk      | Jeg elsker dig for evigt | Ikke kvalificeret | Ikke kvalificeret | 14   | 23    |
| 2009                       | Andrea Demirovic  | "Just Get Out of My Life"               | Engelsk            | Bare gå ud af mit liv    | Ikke kvalificeret | Ikke kvalificeret | 11   | 44    |
| Deltog ikke i 2010 og 2011 |                   |                                         |                    |                          |                   |                   |      |       |
| 2012                       | Rambo Amadeus     | "Euro Neuro"                            | Engelsk            | —                        | Ikke kvalificeret | Ikke kvalificeret | 15   | 20    |
| 2013                       | Who See           | "Igranka" (Игранка)                     | Montenegrinsk      | Fest                     | Ikke kvalificeret | Ikke kvalificeret | 12   | 41    |
| 2014                       | Sergej Ćetković   | "Moj svijet" (Мој свијет)               | Montenegrinsk      | Min verden               | 19                | 37                | 7    | 63    |
| 2015                       | Knez              | "Adio" (Адио)                           | Montenegrinsk      | Farvel                   | 13                | 44                | 9    | 57    |
| 2016                       | Highway           | "The Real Thing"                        | Engelsk            | Den rigtige ting         | Ikke kvalificeret | Ikke kvalificeret | 13   | 60    |
| 2017                       | Slavko Kalezić    | "Space"                                 | Engelsk            | Rum                      | Ikke kvalificeret | Ikke kvalificeret | 16   | 56    |
| 2018                       | Vanja Radovanović | "Inje" (Иње)                            | Montenegrinsk      | Frost                    | Ikke kvalificeret | Ikke kvalificeret | 16   | 40    |
| 2019                       | D-Moll            | "Heaven"                                | Engelsk            | Himmel                   | Ikke kvalificeret | Ikke kvalificeret | 16   | 46    |
| Deltog ikke i 2020 og 2021 |                   |                                         |                    |                          |                   |                   |      |       |
| 2022                       | Vladana Vučinić   | "Breathe"                               | Engelsk, italiensk | Træk vejret              | Ikke kvalificeret | Ikke kvalificeret | 17   | 33    |
| Deltog ikke i 2023 og 2024 |                   |                                         |                    |                          |                   |                   |      |       |
| 2025                       | Nina Žižić        | "Dobrodošli" (Добродошли)               | Montenegrinsk      | Velkommen                | Ikke kvalificeret | Ikke kvalificeret | 16   | 12    |

## Deltog som en del afJugoslavien
| År   | Artist         | Sang          | Oversættelse | Plads | Point |
| ---- | -------------- | ------------- | ------------ | ----- | ----- |
| 1983 | Daniel         | "Džuli"       | Julie        | 4     | 125   |
| 1984 | Vlado & Izolda | "Ciao, amore" | Farvel, kære | 18    | 26    |

## Deltog som en del af Serbien og Montenegro
| År   | Artist  | Sang            | Oversættelse  | Plads    | Point |
| ---- | ------- | --------------- | ------------- | -------- | ----- |
| 2005 | No Name | "Zauvijek moja" | Min for evigt | 7        | 137   |
| 2006 | No Name | "Moja ljubavi"  | Min kærlighed | trak sig | X     |

## Pointstatistik (2007-2025)

### Flest point til og fra - top 5
NB: Kun point givet i finalerne er talt med.
| Montenegro har givet flest point til | Montenegro har givet flest point til | Montenegro har givet flest point til |
| Placering                            | Land                                 | Point                                |
| ------------------------------------ | ------------------------------------ | ------------------------------------ |
| 1                                    | Serbien                              | 138                                  |
| 2                                    | Albanien                             | 91                                   |
| 3                                    | Italien                              | 78                                   |
| 4                                    | Rusland                              | 70                                   |
| 5                                    | Ukraine                              | 50                                   |

| Montenegro har modtaget flest point fra | Montenegro har modtaget flest point fra | Montenegro har modtaget flest point fra |
| Placering                               | Land                                    | Point                                   |
| --------------------------------------- | --------------------------------------- | --------------------------------------- |
| 1                                       | Armenien                                | 20                                      |
| 2                                       | Slovenien                               | 17                                      |
| 3                                       | Nordmakedonien                          | 16                                      |
| 4                                       | Albanien                                | 12                                      |
| =                                       | Serbien                                 | 12                                      |

### 12 point til og fra
NB: Kun 12 point givet i finalerne er talt med.
| Montenegro har modtaget 12 point fra | Montenegro har modtaget 12 point fra | Montenegro har modtaget 12 point fra |
| År                                   | Jury                                 | Televoting                           |
| ------------------------------------ | ------------------------------------ | ------------------------------------ |
| 2014                                 | Armenien, Nordmakedonien             | Ingen separat televoting             |
| 2015                                 | Serbien                              | Ingen separat televoting             |

| Montenegro har givet 12 point til | Montenegro har givet 12 point til | Montenegro har givet 12 point til |
| År                                | Jury                              | Televoting                        |
| --------------------------------- | --------------------------------- | --------------------------------- |
| 2007                              | Serbien                           | Ingen separat televoting          |
| 2008                              | Serbien                           | Ingen separat televoting          |
| 2009                              | Bosnien-Hercegovina               | Ingen separat televoting          |
| 2012                              | Serbien                           | Ingen separat televoting          |
| 2013                              | Aserbajdsjan                      | Ingen separat televoting          |
| 2014                              | Ungarn                            | Ingen separat televoting          |
| 2015                              | Serbien                           | Ingen separat televoting          |
| 2016                              | Malta                             | Serbien                           |
| 2017                              | Grækenland                        | Kroatien                          |
| 2018                              | Serbien                           | Serbien                           |
| 2019                              | Serbien                           | Serbien                           |
| 2022                              | Serbien                           | Serbien                           |
| 2025                              | Grækenland                        | Albanien                          |

### Flest point til og fra - alle lande
NB: Kun point givet i finalerne er talt med.
| Montenegro har givet point til | Montenegro har givet point til | Montenegro har givet point til |
| Placering                      | Land                           | Point                          |
| ------------------------------ | ------------------------------ | ------------------------------ |
| 1                              | Serbien                        | 138                            |
| 2                              | Albanien                       | 91                             |
| 3                              | Italien                        | 78                             |
| 4                              | Rusland                        | 70                             |
| 5                              | Ukraine                        | 50                             |
| 6                              | Aserbajdsjan                   | 47                             |
| 7                              | Grækenland                     | 44                             |
| 8                              | Sverige                        | 37                             |
| 9                              | Bosnien-Hercegovina            | 35                             |
| 10                             | Kroatien                       | 33                             |
| 11                             | Ungarn                         | 32                             |
| 12                             | Nordmakedonien                 | 31                             |
| 13                             | Slovenien                      | 30                             |
| 14                             | Armenien                       | 26                             |
| =                              | Moldova                        | 26                             |
| 16                             | Bulgarien                      | 24                             |
| 17                             | Malta                          | 23                             |
| =                              | Norge                          | 23                             |
| 19                             | Spanien                        | 22                             |
| 20                             | Frankrig                       | 20                             |
| =                              | Israel                         | 20                             |
| 22                             | Danmark                        | 19                             |
| =                              | Estland                        | 19                             |
| 24                             | Portugal                       | 17                             |
| 25                             | Belgien                        | 13                             |
| 26                             | Cypern                         | 12                             |
| =                              | Luxembourg                     | 12                             |
| =                              | Schweiz                        | 12                             |
| 29                             | Rumænien                       | 11                             |
| 30                             | Holland                        | 9                              |
| =                              | Polen                          | 9                              |
| 32                             | Australien                     | 8                              |
| =                              | Litauen                        | 8                              |
| =                              | San Marino                     | 8                              |
| 35                             | Hviderusland                   | 7                              |
| =                              | Island                         | 7                              |
| =                              | Storbritannien                 | 7                              |
| 38                             | Tyrkiet                        | 4                              |
| 39                             | Letland                        | 3                              |
| =                              | Østrig                         | 3                              |
| 41                             | Georgien                       | 2                              |
| 42                             | Tjekkiet                       | 1                              |
| 43                             | Andorra                        | 0                              |
| =                              | Finland                        | 0                              |
| =                              | Irland                         | 0                              |
| =                              | Jugoslavien                    | 0                              |
| =                              | Marokko                        | 0                              |
| =                              | Monaco                         | 0                              |
| =                              | Serbien og Montenegro          | 0                              |
| =                              | Slovakiet                      | 0                              |
| =                              | Tyskland                       | 0                              |

| Montenegro har modtaget point fra | Montenegro har modtaget point fra | Montenegro har modtaget point fra |
| Placering                         | Land                              | Point                             |
| --------------------------------- | --------------------------------- | --------------------------------- |
| 1                                 | Armenien                          | 20                                |
| 2                                 | Slovenien                         | 17                                |
| 3                                 | Nordmakedonien                    | 16                                |
| 4                                 | Albanien                          | 12                                |
| =                                 | Serbien                           | 12                                |
| 6                                 | Aserbajdsjan                      | 2                                 |
| =                                 | Sverige                           | 2                                 |
| 8                                 | Andorra                           | 0                                 |
| =                                 | Australien                        | 0                                 |
| =                                 | Belgien                           | 0                                 |
| =                                 | Bosnien-Hercegovina               | 0                                 |
| =                                 | Bulgarien                         | 0                                 |
| =                                 | Cypern                            | 0                                 |
| =                                 | Danmark                           | 0                                 |
| =                                 | Estland                           | 0                                 |
| =                                 | Finland                           | 0                                 |
| =                                 | Frankrig                          | 0                                 |
| =                                 | Georgien                          | 0                                 |
| =                                 | Grækenland                        | 0                                 |
| =                                 | Holland                           | 0                                 |
| =                                 | Hviderusland                      | 0                                 |
| =                                 | Irland                            | 0                                 |
| =                                 | Island                            | 0                                 |
| =                                 | Israel                            | 0                                 |
| =                                 | Italien                           | 0                                 |
| =                                 | Jugoslavien                       | 0                                 |
| =                                 | Kroatien                          | 0                                 |
| =                                 | Letland                           | 0                                 |
| =                                 | Litauen                           | 0                                 |
| =                                 | Luxembourg                        | 0                                 |
| =                                 | Malta                             | 0                                 |
| =                                 | Marokko                           | 0                                 |
| =                                 | Moldova                           | 0                                 |
| =                                 | Monaco                            | 0                                 |
| =                                 | Norge                             | 0                                 |
| =                                 | Polen                             | 0                                 |
| =                                 | Portugal                          | 0                                 |
| =                                 | Rumænien                          | 0                                 |
| =                                 | Rusland                           | 0                                 |
| =                                 | San Marino                        | 0                                 |
| =                                 | Schweiz                           | 0                                 |
| =                                 | Serbien og Montenegro             | 0                                 |
| =                                 | Slovakiet                         | 0                                 |
| =                                 | Spanien                           | 0                                 |
| =                                 | Storbritannien                    | 0                                 |
| =                                 | Tjekkiet                          | 0                                 |
| =                                 | Tyrkiet                           | 0                                 |
| =                                 | Tyskland                          | 0                                 |
| =                                 | Ukraine                           | 0                                 |
| =                                 | Ungarn                            | 0                                 |
| =                                 | Østrig                            | 0                                 |

## Kommentatorer og jurytalsmænd
| År   | Kommentator                        | Jurytalsmand      |
| ---- | ---------------------------------- | ----------------- |
| 2007 | Dražen Bauković & Tamara Ivanković | Vidak Latković    |
| 2008 | Dražen Bauković & Tamara Ivanković | Nina Radulović    |
| 2009 | Dražen Bauković & Tamara Ivanković | Jovana Vukčević   |
| 2010 | Dražen Bauković & Tamara Ivanković | Deltog ikke       |
| 2011 | Ingen udsendelse                   | Deltog ikke       |
| 2012 | Dražen Bauković & Tamara Ivanković | Marija Marković   |
| 2013 | Dražen Bauković & Tamara Ivanković | Ivana Sebek       |
| 2014 | Dražen Bauković & Tamara Ivanković | Tijana Mišković   |
| 2015 | Dražen Bauković & Tijana Mišković  | Andrea Demirović  |
| 2016 | Dražen Bauković & Tijana Mišković  | Danijel Alibabić  |
| 2017 | Dražen Bauković & Tijana Mišković  | Tijana Mišković   |
| 2018 | Dražen Bauković & Tijana Mišković  | Nataša Šotra      |
| 2019 | Dražen Bauković & Tijana Mišković  | Ajda Šufta        |
| 2021 | Ingen udsendelse                   | Deltog ikke       |
| 2022 | Dražen Bauković                    | Andrijana Vešović |
| 2023 | Ivan Maksimović                    | Deltog ikke       |
| 2024 | Ivan Maksimović                    | Deltog ikke       |
| 2025 | Dražen Bauković                    | Marko Vukčević    |